# Mitridates I de Commagena
Mitridates I Cal·linic (grec antic: ΜιΘριδάτης Кαλλίνικος) era rei de Commagena des de l'any 109 aC al 86 aC.
Va ser el successor del seu pare Sames. Abans de pujar al tron, es va casar amb la princesa Laòdice VII Tea per segellar un acord de pau entre l'Imperi Selèucida i Commagena.
Va morir l'any 70 aC i el va succeir el seu fill Antíoc I de Commagena.